# Desa Tawangharjo (administrativ by i Indonesien, lat -8,00, long 110,89)
Desa Tawangharjo är en administrativ by i Indonesien.   Den ligger i provinsen Jawa Tengah, i den västra delen av landet, 500 km öster om huvudstaden Jakarta. Desa Tawangharjo ligger vid sjön Waduk Serbaguna Gajahmungkur.